# Ga Yeoncheon
Ga Yeoncheon (Tiếng Hàn: 연천역, Hanja: 漣川驛) là ga đường sắt trên Tuyến Gyeongwon ở Chatan-ri, Yeoncheon-eup, Yeoncheon-gun, Gyeonggi-do. Đây là đoạn trên mặt đất từ ga này đến Ga Hoegi và là đoạn của Tổng công ty Đường sắt Hàn Quốc.

## Lịch sử
- 25 tháng 7 năm 1912: Khai trương kinh doanh[2]
- 8 tháng 10 năm 1958: Hoàn thành nhà ga cũ
- 28 tháng 7 năm 2011: Tạm dừng kinh doanh do mất đường truyền do mưa lớn ở miền Trung Hàn Quốc vào tháng 7/2011
- 21 tháng 3 năm 2012: Dịch vụ xe lửa được nối lại sau khi cầu đường sắt Choseong hoàn thành và chạy 6 lần một ngày
- 1 tháng 7 năm 2012: Tăng số lượng tàu đi lại
- 1 tháng 8 năm 2014: Bắt đầu vận hành tàu DMZ
- 31 tháng 10 năm 2014: Khởi công xây dựng tàu điện ngầm vùng thủ đô Seoul tuyến 1
- 2 tháng 7 năm 2018: Tạm dừng hoạt động do xây dựng cải tạo đường ray giữa Yeoncheon và Baekmagoji trên Tuyến Gyeongwon.
- 29 tháng 8 năm 2018: Cầu đường sắt Chatancheon giữa Jeongok và Yeoncheon bị ngập do mưa lớn và hoạt động bị đình chỉ.
- 7 tháng 9 năm 2018: Nối lại dịch vụ giữa Jeongok và Yeoncheon
- 2 tháng 12 năm 2018: Nối lại dịch vụ giữa Yeoncheon và Baekmagoji trên Tuyến Kyungwon
- 1 tháng 4 năm 2019: Tạm dừng hoạt động do điện khí hóa tuyến Gyeongwon. Hoạt động xe buýt thay thế 32 lần một ngày.
- 16 tháng 12 năm 2023: Khai trương tuyến đường sắt đôi Tàu điện ngầm vùng thủ đô Seoul tuyến 1 giữa Soyosan ~ Yeoncheon

## Bố trí ga
| ↑ Sinmang-ri     | ↑ Sinmang-ri     | ↑ Sinmang-ri     | ↑ Sinmang-ri     | ↑ Sinmang-ri     | ↑ Sinmang-ri     | ↑ Sinmang-ri     | Bắt đầu·Kết thúc |
|                  |                  |                  |                  |                  | – –              |                  | ２１ \|          |
| Bắt đầu·Kết thúc | Bắt đầu·Kết thúc | Bắt đầu·Kết thúc | Bắt đầu·Kết thúc | Bắt đầu·Kết thúc | Bắt đầu·Kết thúc | Bắt đầu·Kết thúc | Jeongok ↓        |

| １·２ | ● Tuyến 1       | ● Tuyến 1    | → Hướng đi Đại học Kwangwoon · Guro · Incheon → |
| –·–   | Tuyến Gyeongwon | Mugunghwa-ho | ← Hướng đi Baengmagoji →                        |

## Xung quanh nhà ga
| Lối ra \| 나가는 곳 \| Exit \| 出口 | Lối ra \| 나가는 곳 \| Exit \| 出口 |
| ----------------------------------- | --- |
| 1                                   | Yeoncheonhyanggyo Hội trường làng Chatan 1-ri Jigol Chatan-ri Eupnaeri Gunjasan |
| 2                                   | Công viên thể thao Mangoksan Hyeongary |
| 3                                   | Tòa án khu vực Uijeongbu Tòa án · Văn phòng đăng ký huyện Yeoncheon Trung tâm phúc lợi hành chính Yeoncheon-eup Bến xe buýt công cộng Yeoncheon Khu liên hợp thể thao Yeoncheon Phòng nghệ thuật Sureul Văn phòng Giáo dục Yeogi-do Yeoncheon Trường trung học cơ sở Yeoncheon Trường trung học Yeoncheon Trụ sở chính Yeoncheon Nonghyup Oksanri Viện Kỹ thuật Xây dựng và Công nghệ Xây dựng Hàn Quốc Trung tâm Nghiên cứu Thực nghiệm SOC |
| 4                                   | Văn phòng huyện Yeoncheon Đồn cảnh sát Yeoncheon Trung tâm An toàn Yeoncheon 119 Trường tiểu học Yeoncheon Hợp tác xã chăn nuôi Paju Yeoncheon Chi nhánh Yeoncheon Thư viện Yeoncheon Viện Nghiên cứu Tài nguyên Thu nhập và Nghiên cứu Nông nghiệp Tỉnh Gyeonggi Dongmak-ri Công viên giải trí Dongmakgol Tonghyeon-ri Cụm công nghiệp tổng hợp Euntang Gomunri Thác Jaein                                                                  |

## Hình ảnh

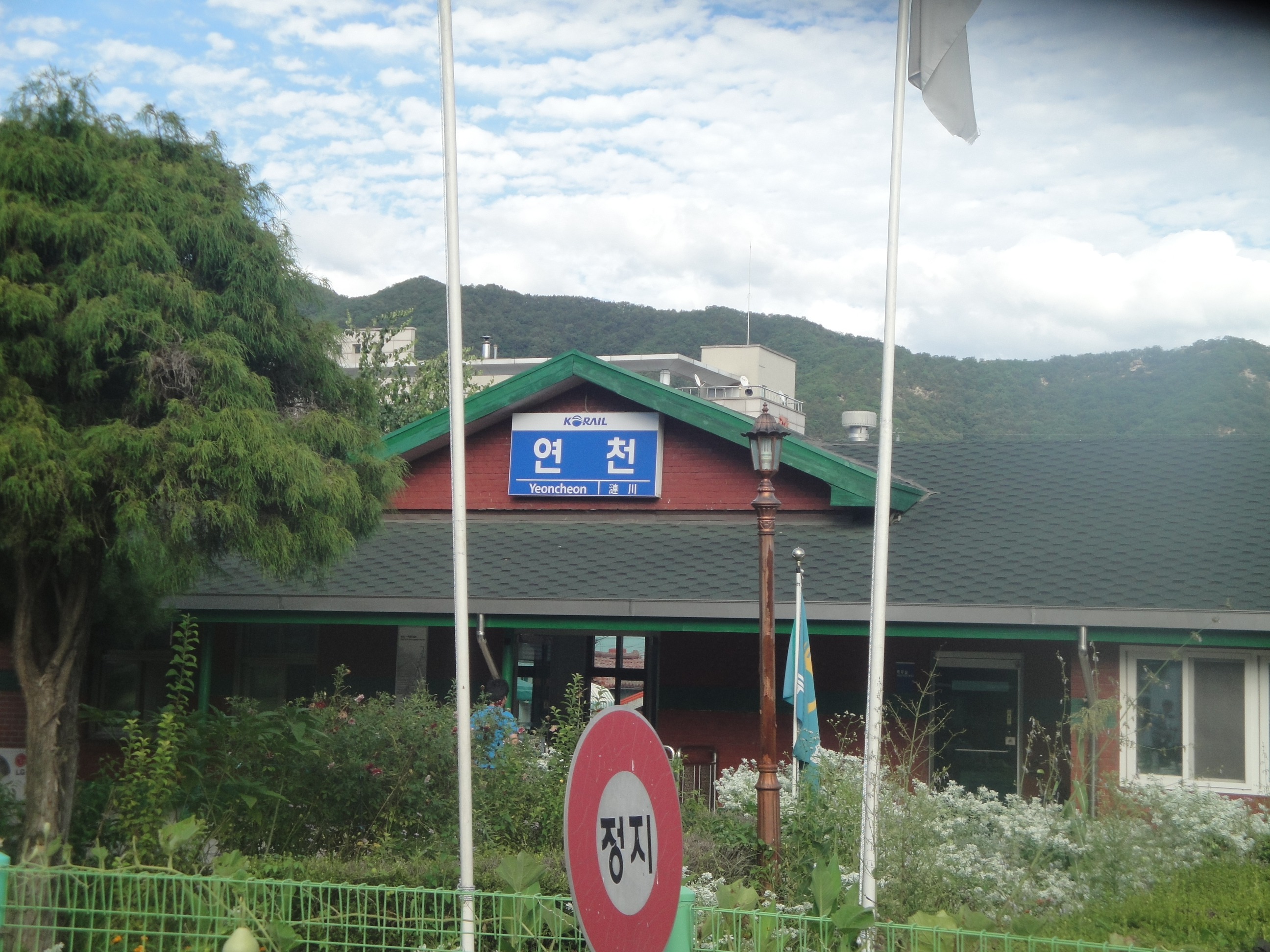
Ga đường sắt Yeoncheon

## Liên kết
- Tổng công ty Đường sắt Hàn Quốc Ga Yeoncheon